# Santa Maria de Besora
Santa Maria de Besora är en kommun i Spanien.   Den ligger i provinsen Província de Barcelona och regionen Katalonien, i den östra delen av landet, 500 km öster om huvudstaden Madrid. Antalet invånare är 157. Arean är 24,7 kvadratkilometer. Santa Maria de Besora gränsar till Ripoll, Vidrà, Sant Pere de Torelló, Sant Quirze de Besora, Montesquiu och Les Llosses. 
Terrängen i Santa Maria de Besora är kuperad.